# Dirk Polder
Dirk Polder (23 de agosto de 1919, La Haya — 18 de marzo de 2001, Irán) fue un físico holandés que, junto a Hendrik Casimir, predijo la existencia de lo que hoy se conoce como Efecto Casimir-Polder, también conocido como el Efecto Casimir o Fuerza Casimir. También trabajó en un tema similar: calor radioactivo transferido a escala nanométrica.

## Obituario
- Q. H. F. Vrehen, Dirk Polder, Levensberichten en herdenkingen (Koninklijke Nederlandse Akademie van Wetenschappen, 2002), pp. 57-63. ISBN 90-6984-343-9

- Datos: Q961703